# Phare de la Pointe de Grave
Der Phare de la Pointe de Grave (deutsch Leuchtturm auf der Pointe de Grave) befindet sich auf der Südseite der Gironde-Mündung in der Gemeinde Le Verdon-sur-Mer. Angrenzend sind die ehemaligen Leuchtturmwärter-Häuser, heute Museum der Leuchttürme und Leuchtfeuer.
Der Leuchtturm steht unter Denkmalschutz und wurde als Monument historique in der Base Mérimée des französischen Kulturministeriums unter der Nr. PA33000123 seit dem 6. November 2009 geführt.

## Geschichte
1823 wurde eine provisorische Laterne mit Reflektoren auf einem Gerüst installiert, um den Bau eines gemauerten Turms im Jahr 1825 zu erwarten. 1827 wurde auf diesem 18 m hohen Turm ein linsenförmiges funkelndes weißes Licht installiert. Im Jahr 1829 wurde das Feuer aufgrund zu schneller Küstenerosion wieder provisorisch verlegt.
1830 wurde im Rahmen ein zerlegbarer Turm errichtet, um ein festes Linsenfeuer zu setzen. 1837 wurde es entfernt und durch ein kleines Leuchtfeuer mit einem festen weißen Licht ersetzt, das auf Fort de Grave installiert wurde. 1838 wurde das neue Feuer auf einem neuen gemauerten Turm installiert, der 1839 vom Meer zerstört wurde. 1842 wurde ein festes weißes Licht auf einem neuen gemauerten Turm installiert. Der Gerüstturm wurde wiederverwendet und wechselte mehrmals den Standort.
1860 wurde ein dritter Leuchtturm in nur neun Monaten errichtet, der das feste weiße Licht über eine drehbare Optik mit Abdeckungen alle fünf Sekunden aufleuchten ließ. Dieser Leuchtturm signalisiert bis heute weithin sichtbar die Pointe de Grave.
Der Leuchtturm besteht aus einem quadratischen Turm aus glattem, weiß gestrichenem Mauerwerk mit sichtbaren dunklen Eckketten aus Stein. Der Turmkopf mit der Galerie ist schwarz gestrichen. Am Turmfuß befindet sich U-förmig das ehemalige Leuchtturmwärterhaus aus glattem Mauerwerk mit sichtbaren Eckketten aus Stein. Man kann das runde Laternenhaus auf der Plattform über eine Treppe mit 107 Stufen erreichen.
Historische Ansichten des alten Leuchtturms am Pointe de Grave zeigt Michel Forand auf seinem Fotostream und Klaus Hülse.

## Besichtigung
Der Leuchtturm ist für Besucher in der Sommersaison geöffnet. Eine Treppe mit 107 Stufen führt nach oben, von wo aus man das weite Panorama der Gironde-Mündung und den Atlantik entdecken kann. Eine Ausstellung in mehreren angrenzenden Räumen präsentiert die Entwicklung der Leuchtfeuer und Seezeichen, des Leuchtturm von Cordouan und seiner Umgebung, Seekarten und Navigationsinstrumente.